# United Petrotrin Football Club
El United Petrotrin es un equipo de fútbol de Trinidad y Tobago que juega en la TT Super Liga Nacional, la segunda liga de fútbol en importancia en el país.
Fue fundado en 1992 en la localidad de Palo Seco a raíz de la fusíon de las compañías Trintoc y Trintopec.

## Achievements
- Campeonato de Clubes de la CFU: 1

1997
- Copa de Trinidad and Tobago: 5

1986, 1988, 1993, 1995, 1997
- TT Pro League: 2 (Como Trintoc)

1986, 1988

## Participación en competiciones de la CONCACAF
- Recopa de la CONCACAF: 1 aparición

1996 - Ronda de Clasificación (Zona Caribeña)

## Jugadores destacados
- Romauld Aguillera
- Jerol Forbes
- Keon Daniel
- Anthony Rougier